# Deborah Brin
Deborah J. Brin (* 8. Oktober 1953 in Minnesota) ist eine US-amerikanische Rabbinerin.

## Leben
Deborah Brin wurde in Minnesota geboren und ist eines von vier Kindern der liturgischen Nachkriegs-Pionierin Ruth F. Brin (1921–2009) und deren Ehemann Howard Brin (1919–1988). Ihre Großmutter war Fanny Fligelman Brin (1884–1961), eine der fünf Beraterinnen der US-Delegation bei der Gründung der Vereinten Nationen 1945, die die Women's Action Committee for Victory and Lasting Peace vertraten.
Sie studierte jüdische Theologie am Reconstructionist Rabbinical College in Wyncote, Pennsylvania, am Macalester College in Saint Paul, Minnesota und an der La Salle University in Philadelphia. Als Rabbinerin ist sie gegenwärtig am Congregation Nahalat Shalom in Albuquerque, New Mexico tätig.
Brin outete sich 2014 als weltweit erste offen homosexuell orientierte Rabbinerin. Brin ist Mitgründerin der Organisation Women of the Wall. 1988 leitete sie die Predigt, als 70 Frauen erstmals eine Torarolle an die Klagemauer in Jerusalem trugen.